# Diócesis de Bareilly
La diócesis de Bareilly (en latín: Dioecesis Bareillensis y en inglés: Roman Catholic Diocese of Bareilly) es una circunscripción eclesiástica de la Iglesia católica en India. Se trata de una diócesis latina, sufragánea de la arquidiócesis de Agra. Desde el 11 de julio de 2014 su obispo es Ignatius D'Souza.

## Territorio y organización
La diócesis tiene 32 860 km² y extiende su jurisdicción sobre los fieles católicos de rito latino residentes en 4 distritos del estado de Uttar Pradesh: Nainital, Almora, Pithoragarh, Champawat y el distrito de Udham Singh Nagar en el estado de Uttarakhand.
La sede de la diócesis se encuentra en la ciudad de Bareilly, en donde se halla la Catedral de San Alfonso.
En 2020 en la diócesis existían 57 parroquias.

## Historia
La diócesis fue erigida el 19 de enero de 1989 con la bula Indorum inter gentes del papa Juan Pablo II, tomando el territorio de la diócesis de Lucknow.

## Estadísticas
Según el Anuario Pontificio 2021 la diócesis tenía a fines de 2020 un total de 7846 fieles bautizados.
| Año                                                                             | Población            | Población  | Población      | Sacerdotes | Sacerdotes    | Sacerdotes    | Bautizados por sacerdote | Diáconos permanentes | Religiosos | Religiosos | Parroquias |
| Año                                                                             | Bautizados católicos | Total      | % de católicos | Total      | Clero secular | Clero regular | Bautizados por sacerdote | Diáconos permanentes | Varones    | Mujeres    | Parroquias |
| ------------------------------------------------------------------------------- | -------------------- | ---------- | -------------- | ---------- | ------------- | ------------- | ------------------------ | -------------------- | ---------- | ---------- | ---------- |
| 1990                                                                            | 4700                 | 9 200 000  | 0.1            | 31         | 20            | 11            | 151                      |                      | 19         | 139        | 33         |
| 1999                                                                            | 5695                 | 9 062 995  | 0.1            | 50         | 34            | 16            | 113                      |                      | 26         | 219        | 46         |
| 2000                                                                            | 5775                 | 9 073 322  | 0.1            | 50         | 34            | 16            | 115                      |                      | 26         | 241        | 52         |
| 2001                                                                            | 5780                 | 9 223 527  | 0.1            | 54         | 37            | 17            | 107                      |                      | 23         | 245        | 52         |
| 2002                                                                            | 5942                 | 9 433 836  | 0.1            | 52         | 35            | 17            | 114                      |                      | 24         | 246        | 55         |
| 2003                                                                            | 5346                 | 9 544 232  | 0.1            | 59         | 39            | 20            | 90                       |                      | 27         | 259        | 52         |
| 2004                                                                            | 5656                 | 9 563 336  | 0.1            | 57         | 39            | 18            | 99                       |                      | 25         | 270        | 53         |
| 2006                                                                            | 5710                 | 9 593 460  | 0.1            | 62         | 40            | 22            | 92                       |                      | 36         | 276        | 52         |
| 2012                                                                            | 6435                 | 10 249 596 | 0.1            | 79         | 48            | 31            | 81                       |                      | 42         | 302        | 55         |
| 2013                                                                            | 6744                 | 10 352 001 | 0.1            | 83         | 51            | 32            | 81                       |                      | 42         | 289        | 55         |
| 2015                                                                            | 6985                 | 10 555 125 | 0.1            | 91         | 52            | 39            | 76                       |                      | 46         | 293        | 42         |
| 2018                                                                            | 7460                 | 10 586 780 | 0.1            | 90         | 56            | 34            | 82                       |                      | 43         | 319        | 57         |
| 2020                                                                            | 7846                 | 10 822 900 | 0.1            | 91         | 59            | 32            | 86                       |                      | 47         | 321        | 57         |
| Fuente: Catholic-Hierarchy, que a su vez toma los datos del Anuario Pontificio. |                      |            |                |            |               |               |                          |                      |            |            |            |

## Episcopologio
- Anthony Fernandes † (19 de enero de 1989-11 de julio de 2014 retirado)
- Ignatius D'Souza, desde el 11 de julio de 2014